# 近江岸家住宅
近江岸家住宅（おうみぎしけじゅうたく）は、大阪府堺市西区に所在する歴史的建築物。国の登録有形文化財に登録されている。

## 概要
大正から昭和期にかけて開発された浜寺地区にある。アメリカ人の教会建築家・ウィリアム・メレル・ヴォーリズによって1934年に設計され、翌年竣工した。住宅は木造2階建、スパニッシュ瓦葺き、切妻造、建築面積239平方メートルの住宅。内部は中廊下式で，洋間と和室が混用になる。２階の過半にも和座敷を設け、外観デザインは和洋併用。また外塀は石積で延長92.7メートル、門構2箇所と附属1基がある。南西側にある表門は切妻屋根付の親柱に縦板厚板貼の門扉が取り付いた、和洋混在のデザイン。

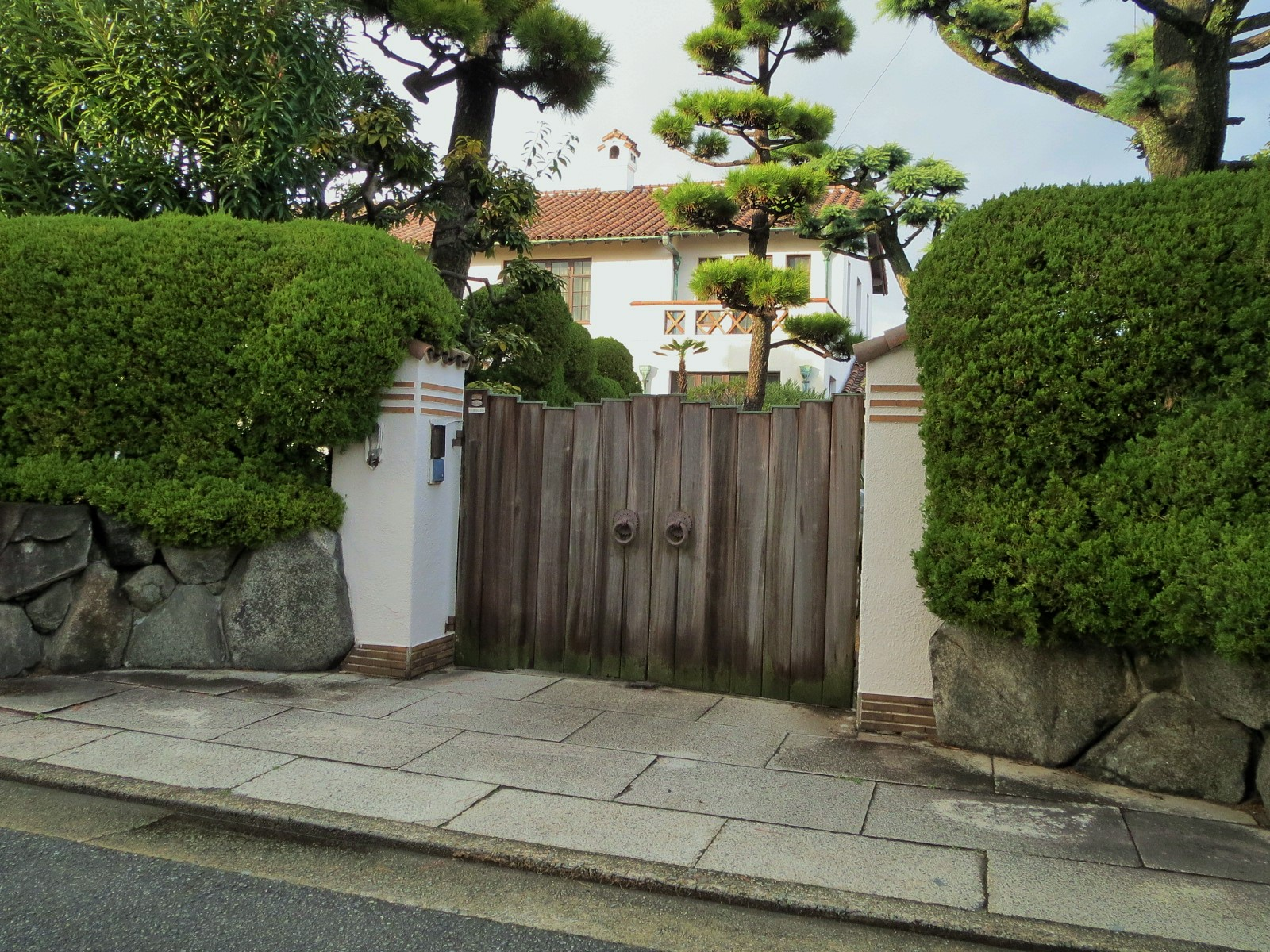
外塀・表門

## 文化財
1998年 (平成10年) 1月16日、住宅・外塀ともに登録有形文化財に登録された。

## 現地情報

### 所在地
- 大阪府堺市西区浜寺昭和町3丁351

### 公開状況
- 非公開

### 交通アクセス
- 南海本線浜寺公園駅より徒歩2分

### 周辺施設
- 阪之上家住宅
- 小倉家住宅